# Rothhof (Dinkelsbühl)
Rothhof ist ein Gemeindeteil der Großen Kreisstadt Dinkelsbühl im Landkreis Ansbach (Mittelfranken, Bayern). Rothhof liegt in der Gemarkung Waldhäuslein.

## Geographie
Die Einöde liegt südwestlich von Burgstall und ist von Acker- und Grünland umgeben. Im Westen wird die Flur Rohrfeld genannt. Unmittelbar westlich des Ortes entspringt der Feldgraben, der in den 0,5 km südlich fließenden Heiligbach, einem rechten Zufluss der Wörnitz, mündet. Ein Anliegerweg führt zu einer Gemeindeverbindungsstraße bei Burgstall (0,2 km nordöstlich).

## Geschichte
Die Fraisch über Rothhof war strittig zwischen dem ansbachischen Oberamt Feuchtwangen, dem oettingen-spielbergischen Oberamt Dürrwangen und der Reichsstadt Dinkelsbühl. Der Ort bildete mit Burgstall eine Realgemeinde.
1732 bestand der Ort aus 2 Anwesen. Die beiden Halbhöfe hatten die Reichsstadt Dinkelsbühl als Grundherrn. An diesen Verhältnissen änderte sich bis zum Ende des Alten Reichs nichts. Von 1797 bis 1808 unterstand der Ort dem Justiz- und Kammeramt Feuchtwangen.
Im Jahr 1809 wurde Rothhof infolge des Gemeindeedikts dem Steuerdistrikt und der Ruralgemeinde Weidelbach zugeordnet. Mit dem Zweiten Gemeindeedikt (1818) wurde der Ort an die neu gebildete Ruralgemeinde Waldhäuslein überwiesen. Am 1. Januar 1971 wurde diese im Zuge der Gebietsreform in Bayern nach Dinkelsbühl eingegliedert.

## Einwohnerentwicklung
| Jahr      | 001818 | 001840 | 001861 | 001871 | 001885 | 001900 | 001925 | 001950 | 001961 | 001970 | 001987 |
| Einwohner | 13     | 13     | 12     | 15     | 14     | 18     | 16     | 15     | 12     | 13     | 9      |
| Häuser    | 3      | 2      |        |        | 2      | 2      | 2      | 2      | 2      |        | 2      |
| Quelle    | [ 14 ] | [ 15 ] | [ 16 ] | [ 17 ] | [ 18 ] | [ 19 ] | [ 20 ] | [ 21 ] | [ 22 ] | [ 23 ] | [ 1 ]  |

## Religion
Der Ort ist seit der Reformation evangelisch-lutherisch geprägt und bis heute nach St. Wendelin (Lehengütingen) gepfarrt. Die Katholiken sind nach St. Georg (Dinkelsbühl) gepfarrt.